# Kamensky (huyện của Voronezh)
Huyện Kamensky (tiếng Nga: ? райо́н) là một huyện hành chính tự quản (raion), của Tỉnh Voronezh, Nga. Huyện có diện tích 1000 kilômét vuông, dân số thời điểm ngày 1 tháng 1 năm 2000 là 22700 người. Trung tâm của huyện đóng ở Kamenka.